# 岩菅山スキー場
岩菅山スキー場(いわすげやまスキーじょう)は、長野県下高井郡山ノ内町にかつて計画されたスキー場である。

## 概要
岩菅山スキー場は、日本が1998年冬季オリンピックの自国開催を目指すのにあたり、開催都市として立候補した長野市が、アルペンスキー競技の会場としてJOCに提案したスキー場計画である。自然保護などの理由から、二度に亘る計画変更にもかかわらず本スキー場構想が実現するには至らなかった。
本スキー場は、志賀高原の最高峰である裏岩菅山(標高2341m)と3番目の高峰である岩菅山(同2295.3m)の各々の頂上付近から西向き斜面に展開する二つのエリアによって構成され、各エリアの麓地点と最高地点との間を、それぞれゴンドラリフト等の高速リフトで結ぶ計画であった。
主要なコースは、冬季オリンピックのアルペンスキー高速系競技を念頭に計画され、高標高域を中心に急斜面で構成された上級者向けのレイアウトとなっている。斜度がやや緩やかになる中盤付近にはゴンドラリフトの中間駅やリフト降車場が設けられ、中級者が急斜面を避けて滑走できる工夫がなされているが、緩斜面は麓付近の一部に限られ、初級者が楽しめるコースは殆ど存在しない。
最高地点となる裏岩菅山頂上付近の標高(2329m(修正案では2340m))は、本スキー場構想が実現していれば横手山・渋峠スキー場の最高標高地点2305mを24m(同35m)上回り、索道が常設されている日本国内のスキー場としての最高地点となる予定であった。
|           | 計画公表日     | エリア   | リフト | コース | 標高域[標高差](m) | コース配分(%) | コース配分(%) | コース配分(%) | 備考                                    |
| 上級      | 計画公表日     | エリア   | リフト | コース | 標高域[標高差](m) | 中級          | 初級          |               | 備考                                    |
| --------- | -------------- | -------- | ------ | ------ | ----------------- | ------------- | ------------- | ------------- | --------------------------------------- |
| 初案      | 1987年12月23日 | 裏岩菅山 | 5路線  | 4本    | 1496-2329[833]    | 25            | 60            | 15            | 岩菅山ゾーンへの連絡リフト1路線を含む。 |
| 初案      | 1987年12月23日 | 岩菅山   | 3路線  | 5本    | 1568-2168[600]    | 25            | 60            | 15            | 裏岩菅山ゾーンへの連絡コース1本を含む。 |
| 変更案    | 1989年6月17日  | 裏岩菅山 | 4路線  | 4本    | 1500-2340[840]    | -             | -             | -             |                                         |
| SAJ修正案 | 1990年3月22日  | 裏岩菅山 | 2路線  | 2本    | 1510-2310[800]    | -             | -             | -             | 索道2路線はリフトではなくロープウェイ。 |

## 経緯
1960年、第10回冬季オリンピック招致に向けて長野県内の開催都市候補に山ノ内町が名乗りを上げたことを受け、1962年に国際スキー連盟が初めて志賀高原を視察した。同じ頃、国土計画興業(後の国土計画)は、自社が群馬県、長野県および新潟県に所有あるいは運営する上信越高原国立公園内とその周辺に点在する複数のスキー場を互いに索道で連結して、イタリアのコルチナ・ダンペッツォに並ぶ一大ウィンターリゾートネットワーク構想(後のSuper Ski Network)を描き始め、岩菅山スキー場を構想の地理的中心に位置付けていた。オリンピック招致活動が本格化してきた1961年、国土計画興業の取締役であった堤義明は、町長や町議長等と会談すると、翌年の1962年には熟平（奥志賀高原）、焼額山、岩菅山の3地区におけるスキー場開発が浮上し、各地区の土地所有者である町（熟平）、共益会（焼額山および岩菅山[共有]）、和合会（岩菅山[共有]）による懇談が行われた。その当時は、高度経済成長という社会環境のもと、自然の保護に対する世間一般の関心が比較的薄かったことや、札幌オリンピック滑降コース設営による自然破壊問題が顕在化（1966年）する以前であったこともあり、岩菅山を滑降競技コースとしてオリンピックを開催すべしとする記事が地元のローカル紙に掲載されるなど、岩菅山スキー場構想に対して好意的と受け止められる一面もあった。1963年、焼額山の開発について土地所有者である共益会と国土計画との間で合意が成立して、1983年に焼額山スキー場が開業すると、国土計画は、自社が運営する各スキー場の間をロープウェイでつなぐ壮大な構想『Super Ski Network』を、岩菅山スキー場のリフト配置とともに公表し、1987年に制定されたリゾート法、1990年前後のバブル景気およびスキーブームの追い風の中、構想は具体性を増していった。
一方、長野県知事の吉村午良(当時)には、長野県におけるスキーを中心とするウィンタースポーツが、高速道路や新幹線が既に整備されていた新潟県や群馬県の関越沿いのスキー場に遅れをとっているという危機感から、オリンピック招致をきっかけとして北陸新幹線(開通当時の通称は長野新幹線、JRの呼称は長野行新幹線)および上信越自動車道の首都圏とを結ぶ二つの交通インフラを県庁がある長野県北部にまで整備させたいという強い思惑があった。そして1985年3月の県議会決議を経て、オリンピックを長野県に招致する運動が本格化していった。県はこれまで、第5回大会（戦争により札幌が開催都市を返上しコルチナ・ダンペッツォでの開催となるが中止。）、第10回大会（国内選考で落選。札幌はグルノーブルに敗れるが第11回の開催都市を勝ち取る。）での2回の招致失敗の苦い経験があり、3回目の挑戦となる第17回大会の招致活動は、吉村午良が自らの知事の椅子をかけた排水の陣での戦いとなった。
国土計画の社長となった堤義明は、焼額山スキー場が開業した3年後の1986年に全日本スキー連盟(SAJ)の会長、1989年に日本オリンピック委員会(JOC)の会長、長野冬季オリンピック招致委員会の名誉会長に就任し、国土計画と長野オリンピックとの関係がおのずと強化されていった。長野県は、岩菅山スキー場開発を目論む国土計画に協力する形で関係を深めることにより、国際オリンピック委員会のメンバーに人脈のある堤義明の影響力という強力な武器を手に入れ、長野へのオリンピック招致に向けて大きく前進していったのである。
長野県と国土計画は、岩菅山スキー場を具体化するにあたり、森林法に基づく林地開発の規制強化の中、自然環境の保全への配慮として森林伐採面積を減らすべくコース幅を極力せばめた計画とした。また、近接する既存スキー場関係者の理解を得るべく、オリンピック終了後の利用方針については、あくまで一般のスキーヤーには解放せずに競技者専用コースとして選手の強化・育成を図るためのトレーニングコースに利用するとともに国際、国内の各種大会を開催していくことを開催計画書に明記した。

しかし、スキー場の具体案には、多くのスキーヤーの利用を想定したレストランが山頂部や山麓部に複数計画されているなど、利用方針との矛盾を疑われかねない施設が盛り込まれていたこと、長野オリンピックの会場として本スキー場の具体的計画が示されるまで、岩菅山の土地所有権者（共有者）である和合会への根回しがなかったこと、並びに、国土計画による焼額山スキー場開発の際には地元が賛否でおおきな対立に発展したことなど、大手企業の資本による志賀高原の開発に対する地元関係者や自然保護団体に根深い不信感が募っていた。
1988年、JOCは長野市をオリンピックの国内候補都市に決定したものの、おりしも自然保護への意識の高まりと、国土計画の資本による志賀高原開発への反発により、開催者側が自然環境への配慮として2回に亘る規模縮小や開発エリア、コースレイアウトの変更案を提示し、あるいは、大手資本への不信感払拭のために山ノ内町が県に対して自らが岩菅山の開発主体となる提案を行ったものの、その甲斐なく、1990年4月、長野県は国土計画(当時)とともに岩菅山系のスキー場構想を断念し、岩菅山スキー場計画は完全に白紙となった。

## ゲレンデ・コース

### 初案
コースの殆どが尾根線を利用しているためコース幅は狭い割には比較的開放感は味わえ、雑魚川を挟んで正面に焼額山とその斜面を利用した焼額山スキー場および奥志賀高原スキー場を視界に収めることが可能であるが、急斜面が多いことから景色を堪能しながらスキー滑走を楽しむことは難しい。
| コース   | コース              | 難易度 | 滑走延長 | 斜度 | 斜度 | 備考 |
| コース   | コース              | 難易度 | 滑走延長 | 平均 | 最大 | 備考 |
| -------- | ------------------- | ------ | -------- | ---- | ---- | --- |
| 裏岩菅山 | 男子滑降コース      | 上級   | 3117m    | 16°  | 34°  | コース名称、滑走延長および斜度は『1998年オリンピック冬季競技大会開催概要計画書(長野市)』に記載された値。 |
| 裏岩菅山 | トレーニングコース  | 上級   | 2700m    | 16°  | 34°  | コース名称、滑走延長および斜度は『1998年オリンピック冬季競技大会開催概要計画書(長野市)』に記載された値。 |
| 裏岩菅山 | 連絡コースA         | 中級   | 420m     | 15°  | 18°  | 滑走距離および斜度は、国土地理院『1:25000地形図(岩菅山)』に基づく概算値。                                |
| 裏岩菅山 | 連絡コースB         | 中級   | 1060m    | 14°  | 17°  | 滑走距離および斜度は、国土地理院『1:25000地形図(岩菅山)』に基づく概算値。                                |
| 岩菅山   | 裏岩菅山連絡コース  | 中級   | 850m     | 10°  | 17°  | 滑走距離および斜度は、国土地理院『1:25000地形図(岩菅山)』に基づく概算値。                                |
| 岩菅山   | 岩菅山頂ゲレンデ    | 上級   | 430m     | 21°  | 28°  | 滑走距離および斜度は、国土地理院『1:25000地形図(岩菅山)』に基づく概算値。                                |
| 岩菅山   | 女子滑降コース      | 上級   | 2255m    | 16°  | 26°  | コース名称、滑走延長および斜度は『1998年オリンピック冬季競技大会開催概要計画書(長野市)』に記載された値。 |
| 岩菅山   | 男子スーパーGコース | 上級   | 2211m    | 16°  | 30°  | コース名称、滑走延長および斜度は『1998年オリンピック冬季競技大会開催概要計画書(長野市)』に記載された値。 |
| 岩菅山   | 女子スーパーGコース | 上級   | 1892m    | 15°  | 30°  | コース名称、滑走延長および斜度は『1998年オリンピック冬季競技大会開催概要計画書(長野市)』に記載された値。 |

- 男子滑降コース[1]
  - 本スキー場の最大標高差となるコースである。
  - 裏岩菅山の山頂付近に計画された起点(滑降スタート予定地点)は、日本国内のスキー場で最も標高が高い横手山(標高2307m)の頂上付近(同2300m)を上回る標高2,329mである。
  - スタート地点から330mは斜度が概ね20°前後の中級者コースで、裏岩菅山の稜線に沿って南西に約100m滑り降りると右にコースを変え西向き斜面となる。この地点を直進するとトレーニングコースとなる。
  - その先の約430mの区間は斜度30°前後の急斜面となり、スタート地点から550〜650mの区間は最大斜度34°17'となる。
  - 最大斜度の区間を過ぎると徐々に斜度は緩くなり、やがてトレーニングコースに繋がる連絡コースBが左に分岐する。
  - 斜度15°前後の中級者コースを380m程滑走すると、再度トレーニングコースに繋がる連絡コースAが分岐し、以降は斜度10°前後の緩斜面となる。
- トレーニングコース
  - 男子滑降コースが西側に曲がる地点が起点となり、男子滑降コースの南側をほぼ並行するようにレイアウトされている。
  - 最大斜度は男子滑降コースよりも緩いが、コース幅はより狭く(平均幅員40m程度)、実際に滑り降りる際には相当のプレッシャーを感じるコースである。
  - 連絡コースA・Bが合流してくる終盤は幅広なゲレンデ状となり、最下点付近で岩菅山エリアからの連絡コースが左から合流してくる。
- 女子滑降コース[1]
  - 岩菅山ゾーンで最も北側(裏岩菅山ゾーンに近い側)のコースである。
  - 岩菅山ゾーンの山頂付近に計画された起点(滑降スタート予定地点)は、男子滑降コースの起点よりも161m標高が低く、終点(ゴール予定地点)は逆に標高が72m高い。
  - 男子滑降コースと同様に序盤の450mは斜度20～25°の斜面が連続する急斜面で、この区間は男子スーパー大回転コースと共通である。
  - 男子スーパー大回転コースが左に分岐してからは15°前後の斜面が600m程続き、その後、最大斜度25.57°の急斜面を経て再び、男子大回転コースが左から合流する。
  - 終盤で再び男子スーパー大回転コースが左に分岐するが、まもなく合流しゴール地点(終点)となる。
- 男子スーパー大回転コース[1]
  - 起点と終点は女子滑降コースと同一であるがコース延長は44m短い。その分だけ平均斜度が幾分急になっている。
  - 女子滑降コースと分岐して間もなく、左から岩菅山山頂ゲレンデから続くコースが合流する。この地点が女子スーパー大回転コースのスタート地点となり、600mの区間コースが重複する。
  - 女子スーパー大回転コースが左に別れ300m程滑走すると、右から女子滑降コースが合流してきて、以降は同コースと重複する。
- 女子スーパー大回転コース[1]
  - 岩菅山系の山頂付近の急斜面が緩やかになり始める標高2,067mが起点(スタート地点)である。
  - 男子スーパー大回転コースと分岐してからは急斜面、中斜面、緩斜面がめまぐるしく変化するテクニカルなコース設計となっている。
  - 終点(ゴール地点)は女子滑降コースおよび男子スーパー大回転コースと同一である。
- 裏岩菅山連絡コース
  - 女子滑降コースの終盤である標高1,700m付近から右に別れて、裏岩菅山エリアのトレーニングコース下部に合流する連絡コース。
  - 斜度は15°程度の中斜面であるが、幅が20～30mの極めて狭小なコースであり、難易度は高い。
  - 裏岩菅山エリアから岩菅山エリアへの連絡コースは計画されていない。
- 岩菅山頂ゲレンデ
  - 岩菅山の南西側300m付近に広がる幅広のゲレンデ。
  - 本スキー場が狭小なコースで構成される中において、唯一ゲレンデと呼ぶことができる解放感のある高原地帯である。
  - とはいえ、斜度がゆるいわけではなく、中級者以上の技術が必要。

### 変更案
初案から約1.5km北側のエリアにおいて初案とは全く異なるコースレイアウトが計画された。エリアは裏岩菅山の西斜面に限定され、岩菅山西斜面の計画は白紙となっている。初案の開発エリア(約87.4ha)に比べて、コースの数などが大幅に減った(約71ha)という意味では、初案よりも自然保護に配慮した案として提示されたが、自然保護団体の理解は得られなかった。
| コース             | 難易度 | 滑走延長 | 平均斜度 | 備考                        |
| ------------------ | ------ | -------- | -------- | --------------------------- |
| 男子滑降コース     | 上級   | 3132m    | 15°      |                             |
| アップコース       | 上級   | 1440m    | 13°      |                             |
| 女子滑降コース     | 上級   | 2800m    | 13°      | 男女スーパーGコースと兼用。 |
| トレーニングコース | 上級   | 1580m    | 15°      |                             |

男子滑降コースのスタート地点は、初案で計画された男子滑降コーススタート地点の北約200mにある裏岩菅山頂上(標高2341m)脇となる標高2340mに変更され、初案で示されたスキーエリアとは逆方向の岩菅山頂部の南北に連なる尾根を北に向かって滑り始め緩やかな左カーブを描きながら裏岩菅山西斜面を下っていくコースに大きく変更された。
女子滑降コースのスタート地点は、男子滑降コースのスタート地点から更に1000m程北側にあたるニノコブと呼ばれる尾根付近の標高2150mの位置に計画された。
両コースは序盤は尾根沿いの急斜面であるが、中盤にあるやや緩やかな高原状の地点で合流し、そのままゴール地点まで同一のコースをたどる。ゴールは男女ともに初案の男子滑降コースゴール地点から北に約1000mの標高1500m地点に変更された。
男女のスーパー大回転コースは、女子滑降コースと同じコースを使用し、スタート地点の標高が女子滑降コースのそれよりもやや低い位置に設定されている。
上記二つのコースの他に、トレーニングコースが女子滑降コース上部付近から分岐して尾根沿いに直進するコースとして計画され、また男子滑降コースの中盤（女子滑降コースとの合流地点のやや上)で滑降コースと並行してアップコースが設定された。

### SAJ修正案
変更案に計画されていたトレーニングコースとアップコースを断念し、かつ全てのコースを幅員50mから30mに狭めたシンプルなコースレイアウトとした。開発面積は、変更案から更に縮小され、スタート地点の標高は30m下がり、ゴール地点の標高は10m上がり、全体的にコンパクトにはなった。しかし、これによりオリンピックの高速系競技を開催するためだけのスキー場となってしまい、却って開発する意味が薄れる皮肉なプランとなった。
| コース         | 難易度 | 滑走延長 | 平均斜度 | 備考                        |
| -------------- | ------ | -------- | -------- | --------------------------- |
| 男子滑降コース | 上級   | -m       | 15°      |                             |
| 女子滑降コース | 上級   | -m       | 13°      | 男女スーパーGコースと兼用。 |

## リフト

### 初案
裏岩菅山山頂付近のロープトウを除き、すべてが自動循環式(デタッチャブル)、かつ、ゴンドラもしくはフード付きリフトで構成されている。
| リフト名称 | リフト名称           | 距離   | 標高差 | 時間  | 備考                         |
| ---------- | -------------------- | ------ | ------ | ----- | ---------------------------- |
| 裏岩菅山   | 6人乗りゴンドラ      | 2,980m | 820m   | -m--s |                              |
| 裏岩菅山   | 4人乗りゴンドラ      | 2,140m | 470m   | -m--s |                              |
| 裏岩菅山   | フード付高速トリプル | 700m   | 340m   | -m--s |                              |
| 裏岩菅山   | ロープトウ           | 200m   | 30m    | -m--s |                              |
| 裏岩菅山   | フード付高速ペア     | 1,210m | 280m   | -m--s | 岩菅山ゾーンへの連絡リフト。 |
| 岩菅山     | フード付高速ペア     | 830m   | 330m   | -m--s |                              |
| 岩菅山     | 6人乗りゴンドラ      | 2,200m | 500m   | -m--s |                              |
| 岩菅山     | フード付高速トリプル | 460m   | 150m   | -m--s |                              |

- 裏岩菅山6人乗りゴンドラリフト[1]
  - 本スキー場の中心となるリフト。
  - 男子滑降コースにほぼ平行しており、同コースを滑走するのに最も適したリフトである。
  - 山頂付近が急斜面となるため、上級者以外は標高1910m付近に設けられた途中駅で下車すれば、比較的斜度の緩やかなコースを楽しむことができる。
  - 山頂駅にはレストランが併設されている。
- 裏岩菅山4人乗りゴンドラリフト[1]
  - 6人乗りゴンドラリフトに平行して配置されているが、降車場は山頂付近よりもやや下がった標高1980m付近となる。
  - トレーニングコースの序盤以降を滑走するのに適している。
  - スキー場下部に近い標高1640m付近に中間駅があり、初級者でもプルークボーゲンがしっかりできれば、ここからベース付近までのトレーニングコースを楽しむことが可能。
- 裏岩菅山フード付き高速トリプルリフト[1]
  - 4人乗りゴンドラリフトの降車場から乗り継ぎ、裏岩菅山の上部に至るリフト。
  - トレーニングコースの上部急斜面を繰り返し滑走するのに適している。
  - フード付きリフトは、西館山スキー場の第1クワッドリフト、焼額山スキー場の第3リフトに次ぐ、志賀高原では数少ないフード付きリフトとなる。
- ロープトウ[1]
  - 本スキー場の最高地点に至るリフト。裏岩菅山6人乗りゴンドラリフトの山頂駅および裏岩菅山フード付き高速トリプルリフトの降車場から乗り継ぐことが可能。
  - 配置が稜線にあるため常に風が強くチェアリフトの設置が困難なことから、ロープトゥでの計画とせざるを得なかった。
  - FISの男子滑降コースのスペックに合わせるため、スタート位置を裏岩菅山山頂付近に設ける必要があり、本リフトの架設が必要となった。
- 裏岩菅山フード付き高速ペアリフト[1]
  - 裏岩菅山エリアから岩菅山エリアへ移動するための唯一の連絡リフトである。
  - 裏岩菅山4人乗りゴンドラリフトの中間駅から接続している。
  - 降車場からは、岩菅山山頂付近へと至るリフトに連絡し、また、この地点から滑走することにより、上部急斜面を回避して、女子滑降コースの中斜面だけを楽しむことが可能である。
- 岩菅山フード付き高速ペアリフト[1]
  - 裏岩菅山フード付き高速ペアリフトから連絡して岩菅山の山頂付近に至るリフト。
  - 女子滑降コースおよび男子スーパー大回転コースを滑走するのに適している。
  - リフトの背後には焼額山の素晴らしい景色が展開しているが、フード付きであるが故、リフト乗車中にこの景観を楽しむことは難しい。
- 岩菅山6人乗りゴンドラリフト[1]
  - 岩菅山ゾーンの山頂付近を除きほぼ全てのコースを楽しむことができるリフト。
  - 山麓駅および山頂駅にはレストランが計画されていた。
  - 山頂駅からは岩菅山フード付き高速トリプルリフトに連絡している。
- 岩菅山フード付き高速トリプルリフト[1]
  - 岩菅山から続く稜線に配置されたリフトである。
  - 岩菅山山頂ゲレンデを滑走するのに適している。
  - リフトの標高が高く(2070～2220m)5月の大型連休まで運営することを想定していた。

### 変更案
リフトの路線数は初案の8路線から4路線に半減し、ゴンドラリフトは取り止めとなった。
デタッチャブルリフト(自動循環式高速リフト)は、4人乗りリフト(クワッドリフト)が、ゴール地点と女子滑降コーススタート地点の南約300m付近とを結ぶもの、ならびに、トレーニングコースの起点・終点を結ぶものの2路線、アップコースの起点・終点を結ぶ3人乗りリフト(トリプルリフト)が1路線計画された。ゴンドラリフト山頂駅と裏岩菅山頂上との間は、裏岩菅山の稜線を通るために強風が予想されリフトの設営が困難なことからTバーリフトが計画された。

### SAJ修正案
トレーニングコースとアップコースが白紙となったことから、ゴール地点と男女の各滑降スタート地点とを結ぶ2路線がV字型に計画された。これまでの支柱を多数設置する一般的なチェアリフトよりも自然環境への影響が少ないとされる複線交走式普通索道(交走式ロープウェイ)に変更された。

## グリーンシーズン

### 登山・トレッキング
本スキー場の構想は実現していないが、トレッキングコースは古くから整備、利用されており、岩菅山頂上には山小屋(岩菅小屋)が設置されている。
- 岩菅山登山コース[18]（約18.5 km、約700 m、約7時間30分）
  - 岩菅山頂上と裏岩菅山頂上を往復するコース。
  - 1961年に上信越高原国立公園の道路(歩道)「岩菅山登山線」として指定を受けている[19]。
  - 起点となる地点は幾つか存在するが、最も体力的な負担が少ないコースは、東館山スキー場の東館山ゴンドラリフトを利用して東館山頂駅(標高1,970m)から寺小屋スキー場のコース斜面を直登し、寺小屋峰[金山沢の頭](同2,132m)、ノッキリ(同2,075m)の各尾根線沿いに歩くコース(標高差約380m)。健脚であれば「一の瀬スキー場バス停留所」から近い聖平登山口からも登山道が整備されている(標高差約700m)。
  - 裏岩菅山からは更に北上する縦走ルートがあり、下水内郡栄村の切明温泉や秋山郷に辿り着くことができるが、登山道の整備状況は良くなく、クマ等の出没の可能性も高い。

### 釣り
岩菅山系のアライタ沢、ハシゴ沢、吉沢、中沢およびこれらの沢が流れ込む雑魚川での渓流釣りは禁止されている。

## 施設・サービス

### レストラン
岩菅山の麓には飲食店は存在せず、夏季に営業している最も近接した飲食店は一の瀬地区の宿泊施設内のレストランとなる(志賀高原プリンスホテルは冬季以外営業休止中)。
本スキー場計画においては、以下の4か所にレストランが計画されていた。
- 裏岩菅山4人乗りゴンドラリフト山麓駅
- 裏岩菅山6人乗りゴンドラリフト山頂駅
- 岩菅山6人乗りゴンドラリフト山麓駅
- 岩菅山6人乗りゴンドラリフト山頂駅

### 駐車場
聖平登山道の入口付近に普通乗用車を数台停められるスペースが設けられている(雑魚川の対岸には志賀高原プリンスホテルの駐車場が整備されているが冬季以外は営業休止中)。
本スキー場計画には、以下の5か所に駐車場が計画されていた。このうち3か所についてはオリンピック開催時に関係者専用駐車場と位置づけられていた。
- 裏岩菅山6人乗りゴンドラリフト山麓駅付近
- 裏岩菅山4人乗りゴンドラリフト山麓駅付近
- 岩菅山6人乗りゴンドラリフト山麓駅付近(3か所)

### 山小屋
岩菅山の頂上には岩菅小屋がある。本避難小屋は2019年に国立公園の施設に指定されている。

## アクセス
岩菅山登山道入口までのアクセスは以下のとおりである。
なお、長野県道471号線がアライタ沢を超えるために大きく山側に迂回している部分周辺は、岩菅山スキー場開発計画（初案）において、岩菅山エリアのベース基地が設けられる計画地となり、道路はアライタ沢を橋梁で跨ぐ直線的なルートに変更される予定であった。
- 志賀高原の蓮池方面からは、長野県道471号線にて一の瀬の先にあるY字路を右側に入り1.4km程道なりに進む(道なりに左に下る道路は林道焼額線であり、雑魚川の左岸に渡ってしまうので注意)。
- 野沢方面からは、長野県道502号線および長野県道471号線を南下し、奥志賀ゴンドラリフト山麓駅の手前交差点を左折(直進する道なりの道路は林道焼額線)し3.4km程道なりに進む。

## 年表
（グレーの網掛けは「岩菅山スキー場」あるいは「長野オリンピック」に間接的に関係する事柄）
| 日付   | 日付 | 日付   | 出来事 |  |
| ------ | ---- | ------ | --- |  |
| 1930年 |      | ：     | 旭山スキーコースが志賀高原スキー場として開設。 |  |
| 1935年 | 12月 | ：     | 志賀高原スキー場が鉄道省により「国際スキー場」に指定。同地の冬季オリンピック誘致運動開始。札幌、日光、菅平、霧ヶ峰、乗鞍と国内候補地争いを繰り広げた。 |  |
| 1936年 | 11月 | 2日：  | 全日本スキー連盟、大日本体育協会等の関係者が視察団を組んで志賀高原一帯を調査するも、都市開催の条件を満たさないとして失格（札幌市が国内候補地に決定）。 |  |
| 1947年 | 1月  | 20日： | 志賀高原スキー場丸池スキー場に日本初のスキーリフトが敷設。 |  |
| 1949年 | 9月  | 7日：  | 厚生省は、岩菅山および裏岩菅山一帯を含む志賀高原地域を上信越高原国立公園に指定。 |  |
| 1952年 | 10月 | 9日：  | 厚生省は、岩菅山と裏岩菅山を結ぶ稜線を上信越高原国立公園の歩道施設「東館山切明縦走線」の一部として指定。 |  |
| 1956年 | 3月  | ：     | 国土計画興業(後の国土計画、コクド)が、後の「Super Ski Network」構想の一翼を担う万座温泉スキー場を開業。 |  |
| 1960年 | 4月  | ：     | 第10回冬季オリンピック招致に向けての国内開催都市の長野県内候補地として山ノ内のほか、白馬、乗鞍、軽井沢が立候補。 |  |
| 1961年 | 3月  | 29日： | 第10回冬季オリンピック招致で国土計画興業の堤義明取締役と山ノ内町関係者とが懇談。 |  |
|        | 4月  | ：     | 冬季オリンピックの国内候補地選定に向け、山ノ内町は軽井沢町との共催として立候補。 |  |
|        | 10月 | 24日： | 厚生省は、一の瀬地区旅館街および聖平と岩菅山頂上付近のノッキリとを結ぶ登山道を上信越高原国立公園の歩道施設「岩菅山登山線」として指定。 |  |
|        | 12月 | ：     | 国土計画興業が後の「Super Ski Network」構想の核施設となる苗場国際スキー場(現苗場スキー場)を開業。 |  |
| 1962年 |      | ：     | 岩菅山、焼額山、熟平（奥志賀高原）の開発について、山ノ内町、共益会、和合会の三者懇談会開催。 |  |
|        | 2月  | ：     | 冬季オリンピックの国内誘致のための中央招致委員会が志賀高原を視察。 |  |
|        | 3月  | ：     | 国際スキー連盟(IOC)が冬季オリンピックの会場候補として初めて志賀高原を視察。長野県は県内候補地一本化に乗り出したものの、山ノ内・軽井沢と白馬とは最後まで譲歩せずに統一が図れず、これが一因となり落選（札幌が国内候補地となったが開催都市はグルノーブルに決定）。                                                                                          |  |
| 1963年 | 8月  | ：     | 共益会が国土計画興業との間で焼額山開発に関する取り決め文書を締結。国土計画興業は焼額山スキー場開発を開始。 |  |
| 1970年 | 12月 | ：     | 国土計画が後の「Super Ski Network」構想のひとつとなるみつまた高原スキー場(後の神楽・田代・みつまたスキー場。現かぐらスキー場)を開業。 |  |
| 1973年 | 12月 | ：     | 長野電鉄が焼額山北東麓に奥志賀高原スキー場を開業。 |  |
| 1980年 | 10月 | 26日： | 吉村午良が長野県知事に就任。 |  |
|        | 12月 | ：     | 国土計画が後の「Super Ski Network」構想のひとつとなる三国スキー場を開業。 |  |
| 1982年 | 5月  | 28日： | IOC総会にて猪谷千春のIOC委員就任を決定。 |  |
| 1983年 | 12月 | 日：   | 国土計画が志賀高原焼額山スキー場を開業。 |  |
| 1985年 | 2月  | 28日： | 信濃毎日新聞社が長野県への冬季オリンピック招致キャンペーンを開始。 |  |
|        | 5月  | 16日： | 長野自動車道(須坂長野東IC-信州中野IC間)の施行命令。 |  |
|        | 12月 | 18日： | 長野冬季オリンピック招致準備委員会設立。 |  |
| 1986年 | 6月  | 9日：  | オリンピックのアルペン競技会場が山ノ内町に決定。 |  |
|        | 8月  | 1日：  | 国土計画社長の堤義明が全日本スキー連盟(SAJ)の会長に就任。 |  |
| 1987年 | 12月 | ：     | 国土計画が焼額山西側の五輪山西斜面にごりん高原スキー場を開業。 |  |
|        |      | 8日：  | 上信越自動車道(佐久IC-更埴JCT間)の施行命令。 |  |
|        |      | 19日： | 岩菅山に滑降競技コースを新設する開催計画書公表。 |  |
|        |      | 23日： | 長野市は岩菅山コース「初案」を公表。 |  |
| 1988年 | 3月  | 26日： | SAJが岩菅山を視察。 |  |
|        | 4月  | 16日： | 日本オリンピック委員会(JOC)が岩菅山を視察。 |  |
|        |      | 23日： | 長野県自然保護連盟が岩菅山の自然調査を開始。 |  |
|        | 5月  | 16日： | 招致委員会が長野冬季オリンピック招致自然保護専門委員会を、長野県が志賀高原岩菅山自然環境調査委員会を、それぞれ設立。 |  |
|        | 6月  | 1日：  | JOC総会において長野市が1998年冬季オリンピックの国内候補都市に決定。 |  |
| 1989年 | 6月  | 17日： | 長野冬季オリンピック招致委員会により裏岩菅山「変更案」公表。 |  |
|        | 8月  | 2日：  | 北陸新幹線(高崎駅-軽井沢駅間)が着工。 |  |
|        |      | 7日：  | JOC会長に堤義明が就任。 |  |
|        | 9月  | 25日： | 日本生態学会は「岩菅山コース開設」に反対する意思を長野冬季オリンピック招致委員会、長野県、長野市、山ノ内町等に提出。 |  |
|        |      | 26日： | 志賀高原岩菅山自然環境調査委員会は長野県に「裏岩菅山コース支持」の最終報告書を提出。 |  |
|        | 10月 | 12日： | 堤義明が長野冬季オリンピック招致委員会の名誉会長に就任。 |  |
|        | 12月 | 19日： | 岩菅山開発反対意見書がIOCに届き自然環境問題が国際的になっている旨、猪谷IOC理事がJOCに報告。 |  |
|        |      | 20日： | 日本自然保護協会が意見書「岩菅山の自然環境に手をつけず、既設のスキー場を使用を」を長野冬季オリンピック招致委員会に提出。 |  |
|        |      | 27日： | 長野冬季オリンピック招致自然保護専門委員会は「裏岩菅コース支持の意見多数」を報告。 |  |
| 1990年 | 1月  | 17日： | 山ノ内町が長野県に対し「岩菅山は競技者優先コースとして山ノ内町が開発する」旨の提案を行い、県知事と招致委員会に対し協力を要請。 |  |
|        |      | 22日： | 長野冬季オリンピック招致自然保護専門委員会は「変更案」を多数とした報告書を提出。日本自然保護協会は、長野冬季オリンピック招致委員会自然保護専門委員会の答申に対するコメントを発表。 |  |
|        |      | 26日： | 長野冬季オリンピック招致委員会はアルペンスキー競技の高速系種目の会場を裏岩菅山「変更案」とすることを決定。 |  |
|        | 2月  | 13日： | 長野市がIOCに対して正式に立候補を表明。 |  |
|        | 3月  | 22日： | SAJによる岩菅山視察の後、焼額山プリンスホテルにて会長の堤義明自らSAJ修正案を開示。 |  |
|        | 4月  | 5日：  | 長野県とJOCが、岩菅山開発を断念するとともにアルペンスキー競技の高速系種目を白馬・八方尾根で開催する変更案を発表。吉村知事は記者会見にて「自然保護問題をかかえたままこれ以上招致活動をすすめるのは困難と判断し、岩菅山開発は断念する。」と釈明し、またJOCの堤会長は「国民的な大会であるオリンピックは、広い国民の支持がなければ成功しない。」と説明した。 |  |
|        | 4月  | 12日： | 堤義明がJOC会長を辞任。 |  |
| 1991年 | 6月  | 15日： | IOCは総会において長野市を1998年冬季オリンピック会場とすることを決定。 |  |
|        | 9月  | 17日： | 北陸新幹線(軽井沢駅-長野駅間)が着工。 |  |